# Polymera regina
Polymera regina är en tvåvingeart som beskrevs av Alexander 1926. Polymera regina ingår i släktet Polymera och familjen småharkrankar. Inga underarter finns listade i Catalogue of Life.